# Rosler-Nunatak
Der Rosler-Nunatak ist ein Nunatak in Form eines niedrigen Eisgrats mit einigen Felsvorsprüngen in den südlichen Prince Charles Mountains des ostantarktischen Mac-Robertson-Lands. Er ragt rund 111 km südlich des Mount Newton auf.
Wissenschaftler der Australian National Antarctic Research Expeditions entdeckten ihn 1972 bei einem Erkundungsflug zum Komsomol’skiy Peak. Das Antarctic Names Committee of Australia benannte ihn nach Horst J. Rosler, Elektroinstallateur und -mechaniker auf der Mawson-Station in den Jahren 1971 und 1975.